# Пирмисаани
Пирмисаани (груз. პირმისაანი) — село в Грузии, на территории Душетского муниципалитета края (мхаре) Мцхета-Мтианети.

## География
Село находится в северо-восточной части Грузии, в пределах северной части плато Базалети, у южной окраины города Душети, административного центра муниципалитета. Абсолютная высота — 862 метра над уровнем моря.

## Население
По результатам официальной переписи населения 2014 года в Пирмисаани проживал 181 человек (95 мужчин и 86 женщин). В национальной структуре населения грузины составляли 99,4 %.
| Год  | Население, человек |
| ---- | ------------------ |
| 2002 | 85                 |
| 2014 | ↗ 181              |